# Kami Andrews
Kami Andrews ou Salome, née le 1er mars 1975 en Floride aux États-Unis, est une actrice et réalisatrice de films pornographiques américaine.

## Biographie
Kami se marie à 18 ans mais elle divorce quand elle commence sa carrière en 2003 à l'âge de 28 ans.

## Récompenses
- 2004 XRCO Award gagnante - Scène de groupe (Baker's Dozen 2 - avec Missy Monroe et Julie Night)[2]
- 2005 AVN Award nommée - Meilleure scène anale (Riot Sluts - avec Brandon Iron)[3]
- 2006 AVN Award nommée - Meilleure actrice dans une vidéo (Texas Asshole Massacre)
- 2006 AVN Award nommée - Meilleure scène solo (Cousin Stevie’s Pussy Party 10 - Wet-N-Wild)[4]

## Filmographie partielle
- Chasing The Big Ones 21 (2003)
- Butt Quest 3 (2003)
- Gangland 46 (2003)
- Lesbian Big Boob Bangeroo 5 (2004)
- Lesbian Big Boob Bangeroo 6 (2005)
- Who Let The Whores Out 1 & 2 (2006)
- Pussyman's Bikini Butt Babes 3 (2004)
- Pussy Party 6 (2004)
- Pussy Party 10 (2005)
- Pussy Party 13 (2005)
- Pussy Party 14 (2006)
- Pussy Party 22 (2007)
- Big White Wet Butts 4 (2005)
- Black In The Saddle Again (2004)
- Black Meat White Treat (2005)
- Bomb Ass White Booty 2 (2005)
- Slap Happy 7 (2005)
- Belladonna: No Warning 2 (2006)
- Big Wet Asses 8 (2006)
- The Violation of Hillary Scott (2005)

Réalisations
- Black Meat White Treat (2005)
- Who Let The Whores Out 1 (2005)
- Who Let The Whores Out 2 (2006)